# فردیناندو میو
فردیناندو میو (ایتالیایی: Ferdinando Meglio؛ زادهٔ ۲۷ ژوئن ۱۹۵۹) شمشیرباز اهل ایتالیا است.
وی در مسابقات کشوری و بین‌المللی در مجموع برندهٔ ۱ مدال طلا، ۱ مدال نقره، ۱ مدال برنز شده‌است.